# Conrad Voelcker

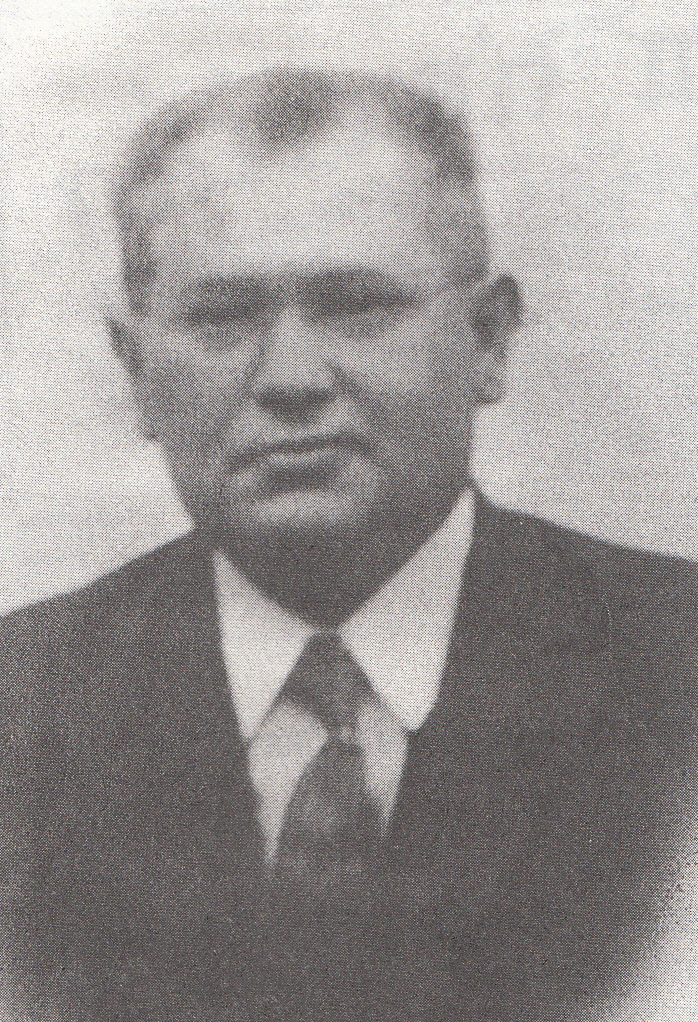
Conrad Voelcker

Conrad Voelcker (* 1. September 1861 in Edenkoben; † 19. März 1930 in New York City; eigentlich: Conrad Völcker) war ein deutsch-amerikanischer Verleger. Mit seinem nach ihm benannten Verlag veröffentlichte er die beiden Zeitungen Der Pfälzer in Amerika und Die Hessischen Blätter.

## Leben
Conrad Voelcker wuchs in bescheidenen Verhältnissen als sechstes von zehn Kindern eines Schreiners in Edenkoben auf. Er besuchte die Volksschule und begann nach dieser eine Buchdrucker-Lehre bei Heinrich Mietens. Dieser gab in Edenkoben das Blatt Die Gegenwart – Allgemeiner Anzeiger für den Canton Edenkoben heraus.
Seine Familie entschloss sich 1882 nach dem Tod seines Vaters nach Amerika auszuwandern. So kam er am 23. Oktober 1882 mit der Werra in New York City an. 1884, im Alter von 23 Jahren, gründete er seinen eigenen Verlag C. Voelcker & Co., der ab Juli 1884 die Wochenzeitung Der Pfälzer in Amerika herausbrachte. Der Untertitel lautete Wochenschrift, den Interessen der Rhein-Pfälzer in den Vereinigten Staaten gewidmet. 1885 kam mit Conrads Brüdern Gustav Voelcker als Mitherausgeber und August Voelcker als Anzeigenverwalter familiäre Unterstützung in die Firma. Am 16. Oktober 1886 wurde er amerikanischer Staatsbürger.
Der Pfälzer in Amerika, der rheinland-pfälzische Auswanderer sowohl mit Nachrichten aus der alten Heimat als auch mit Neuigkeiten aus den Vereinigten Staaten versorgte, wurde rasch ein Verkaufserfolg und konnte seine Auflage von 2000 auf 7500 Exemplare steigern. Zudem wurde er in zwölf Bundesstaaten vertrieben.
Die bald als Gebrüder Voelcker bekannten Herausgeber gaben ab Juli 1889 zusätzlich das zweisprachige Wochenblatt Bayonne City Bürger-Zeitung heraus und übernahmen ein Jahr später die 1987 in Cleveland gegründeten Hessischen Blätter, quasi das Pendant zum Der Pfälzer in Amerika für die hessischen Auswanderer. 1896 kauften die Brüder auch das Konkurrenzblatt Hessen-Darmstädter Zeitung auf und ließen es zur Hessen Darmstädter Zeitung und Hessische Blätter verschmelzen.
Der Niedergang aller drei Blätter nahm mit dem Beginn des Ersten Weltkriegs seinen Lauf. Zunächst versuchten die Brüder noch Spenden für die Pfalz und Hessen aufzutreiben, wobei sie um die 60.000 Reichsmark anteilig dorthin schicken konnten. Problematisch war allerdings die Unterstützung für das Deutsche Kaiserreich nach dem Kriegseintritt der Vereinigten Staaten 1917. Durch die hohen Zensurauflagen konnte die Zeitungen nur noch unter Schwierigkeiten erscheinen, zudem brachen die Anzeigenkunden weg. Ende des Jahres erschienen die letzten Ausgaben.
Conrad Voeckel führte die Druckerei bis 1924 weiter und übergab sie dann an Carl S. Voelcker, den Sohn seines Bruders Gustav.
Am 15. März 1930 verstarb er nach einer Nierenoperation im Lennox Hill Hospital in Manhattan. Er wurde auf dem Friedhof von Flushing beigesetzt.

## Posthume Ehrungen
In Edenkoben wurde eine Straße nach ihm benannt. Die von ihm herausgegebenen Zeitungen wurden von seiner Familie dem Institut für pfälzische Geschichte und Volkskunde in Kaiserslautern zur Verfügung gestellt. Sein damaliges Haus ist heute ein Museum. Das Voelker-Orth-Museum befindet sich in Flushing und beherbergt ein Vogelschutzhaus sowie einen Viktorianischen Garten.